# ميسون الدملوجي
ميسون سالم الدملوجي سياسية علمانية عراقية وناشطة لحقوق المرأة، ولدت في بغداد في 15 شباط 1962. تسلمت منصب وكيل وزارة الثقافة العراقية في الفترة ما بين مارس 2004 ومارس 2006 ثم أصبحت نائب في مجلس النواب العراقي وهي حالياً نائب عن القائمة العراقية التي يتزعمها رئيس الوزراء العراقي الاسبق الدكتور إياد علاوي.

## أسرتها
آل الدملوجي، من الأسر الموصلية العراقية، وقد قدمت الأسرة إلى الموصل في النصف الثاني بين القرن السابع عشر الميلادي. ويقال أن الدملوجي نسبة إلى قرية دملوج اليمنية، القريبة من مدينة تعز، وفي قول آخر أنها مهنة.
عم والد ميسون سالم هو الدكتور عبد الله الدملوجي، نجد قبل تكوين مملكة الحجاز ونجد وملحقاتها، وهو خريج كلية الطب في استانبول، وعمل ضابطاً احتياطاً وعاد إلى العراق سنة 1928 ثم عينته الحكومة العراقية قنصلا عاما لها لدي القاهرة، ثم وزيراً لخارجية المملكة العراقية سنة 1930، كما عُيّن بعدها سفيراً للعراق في إيران. وكذلك عمها فيصل فاروق الدملوجي الذي كان عضوا للبرلمان العراقي عن لواء الموصل وعمل كوزير للحكومة العراقية عدة مرات قبل ثورة 1958. أ.
أخوها هو عمر الفاروق سالم الدملوجي الذي كان وزير الاعمار والإسكان في حكومة الدكتور اياد علاوي التي تشكلت في 30 حزيران 2004.
والدها الدكتور سالم الدملوجي' أستاذ الطب في كلية طب بغداد.كان من أكفاء الاساتذة في مجال الطب الباطني وكان عبقريا في مجال امراض الجهاز التنفسي له بحوث قديرة في موضوع التدرن الرئوي 
نشرت في كبريات المجلات الطبية العالمية الرصينة.وقد عمل في دولة الإمارات العربية المتحدة وكان من أهم أعضاء مجلس تحرير كبريات المجلات الطبية العالمية
اما والدتها فهي الدكتورة لمعان امين زكي استاذة في طب الأطفال وكانت رئيسة لقسم طب الأطفال في كلية طب بغداد سنوات طويلة... بحوثها ما زالت المرجع لطلبة الدراسات العليا في حقل طب الأطفال. 
اما خالتها فهي الاستاذة الدكتورة سانحة أمين زكي استاذة الفارماكولوجي في الكلية الطبية جامعة بغداد.

## التحصيل الدراسي
- بكالوريوس هندسة معمارية - جامعة لندن
- ماجستير هندسة معمارية - جامعة لندن 1990
- درجة اختصاص تعادل الدكتوراه في الهندسة المعمارية - جامعة لندن 1997
- ماجستير إدارة مواقع العمل - جامعة لندن 2003

## النشاط السياسي
غادرت العراق العام 1981 إلى بريطانيا، وكانت في المعارضة العراقية ضد نظام صدام حسين آنذاك، ولكنها لم تؤيد احتلال بلدها وعملت ضمن حزب اتحاد الديمقراطيين العراقي وتم حله بعد احتلال العراق ثم مع الحزب الديمقراطي المستقل الذي كان برئاسة الدكتور عدنان الباجه جي، ثم أصبحت عضواً في مجلس النواب العراقي ضمن القائمة العراقية كشخصية مستقلة.
رغم كبر سنها الا انها واحدة من أكثر نساء العراق حضورا

## النشاط الوظيفي
- مارست مهنة الهندسة المعمارية/ قطاع خاص واسست شركة للبناء والتصاميم في بريطانيا العام 1991
- في العام وستة أشهر ثم تفرغت كعضو في مجلس النواب.

## انظرأيضا
- القائمة العراقية الوطنية
- إياد علاوي
- مجلس النواب العراقي
- هناء ادور